# Loriculus
Loriculus és un gènere d'ocells de la família dels psitàcids. En català s'anomenen llorets ratpenats per la seva capacitat, única entre els ocells, de dormir de cap per avall.

## Llista d'espècies
Aquest gènere està format per 13 espècies:
- lloret ratpenat vernal (Loriculus vernalis).
- lloret ratpenat de Sri Lanka (Loriculus beryllinus).
- lloret ratpenat de les Filipines (Loriculus philippensis).
- lloret ratpenat de casquet blau (Loriculus galgulus).
- lloret ratpenat de Sulawesi gros (Loriculus stigmatus).
- lloret ratpenat de les Moluques (Loriculus amabilis).
- lloret ratpenat de les Sula (Loriculus sclateri).
- lloret ratpenat de les Sangihe (Loriculus catamene).
- lloret ratpenat frontdaurat (Loriculus aurantiifrons).
- lloret ratpenat de les Bismarck (Loriculus tener).
- lloret ratpenat de Sulawesi petit (Loriculus exilis).
- lloret ratpenat pitgroc (Loriculus pusillus).
- lloret ratpenat de l'illa Flores (Loriculus flosculus).